# مركز سكوتيابنك
مركز سكوتيابنك (بالإنجليزية: Scotiabank Centre) هي أكبر منشأة متعددة الأغراض في كندا الأطلسية، وتقع في قلب وسط مدينة هاليفاكس، نوفا سكوتيا، كندا. تقع المداخل الرئيسية للمبنى في شارع برونزويك، عند تقاطع شارعي ديوك وكارمايكل، عند سفح تل سيتادل. يقع مدخل شباك التذاكر في شارع كارمايكل.